# 両替機

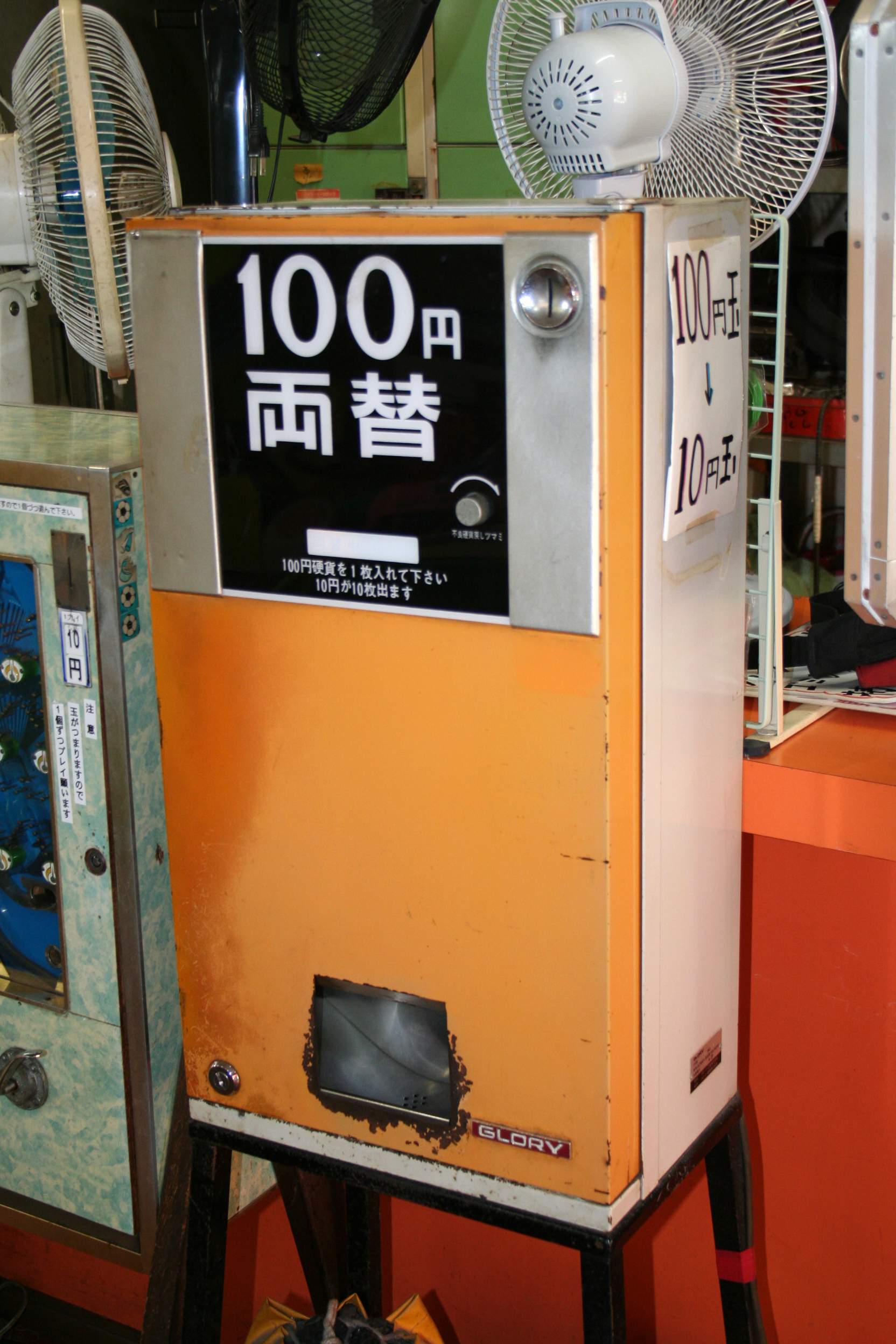
遊園地のゲームコーナーにある両替機（グローリー製）

両替機（りょうがえき）とは、両替を自動的に行う機械のことである。

## 概要
紙幣または硬貨を機械に投入すると、投入した紙幣や硬貨よりも額面の小さい金種の形に換えて払い出す機械の事である。一般には高額紙幣による支払が困難な場合や支払手段が硬貨に限られている場合の便宜のために設置される。紙幣両替機と硬貨両替機があり一体型の場合でも紙幣と硬貨では投入口が異なる。受け入れる紙幣の収納スペースが無くなったときや払い出す紙幣・硬貨に不足を生じているときには「両替中止」と表示される。受入硬貨を再び払出硬貨に使用する機種は環流式両替機という。両替パターンは画一的になっている場合が多い。多金種の受け入れが可能な機種では同一投入口に繰り返し投入することで500円硬貨→100円硬貨×5枚、100円硬貨→10円硬貨×10枚のように崩していくことができる機種もある（交通機関の両替機では10円単位の運賃に合わせ最初から多金種で払い出す機種もある。後述）。なお、両替パターンについては設置者が予め設定できる機種や利用者がタッチパネル等で選択できる機種もある。最近の機種では取引履歴が残るようになっているものもある。
日本では、10円硬貨を使用する公衆電話の普及に伴い、公衆電話が多数設置されている駅、病院、ホテル、ショッピングセンターなどの公共施設に、100円硬貨を10円硬貨10枚に両替する単機能両替機が多数設置されていた。公衆電話で100円硬貨が使用できるようになっても、100円硬貨では釣銭ができないことから、両替機は一定のニーズを有した。しかし、テレホンカードとの普及により、徐々にテレホンカードの自動販売機に置き換えられ、公衆電話の撤去が進むにつれて両替機も数を減らしている。同時期に普及した自動販売機は、1000円紙幣は使用できなかったことから、1000円紙幣を100円硬貨10枚に両替する両替機が自動販売機が多数設置されている箇所に隣接して設置されていた。これも、自動販売機で1000円紙幣が使用できる機種が一般化したことと、防犯上の理由もあり、撤去が進んでいる。
また、銀行業務の機械化により、銀行には、包装硬貨（棒硬貨）への両替機能を持つ自動両替機が設置されるようになった。銀行向け両替機は、大型ショッピングセンターのテナント向けや、大規模タクシー営業所の乗務員用両替機として設置されていることもある。かつてセブン・イレブンは、店頭に両替機を設置して、有料にて両替を行うサービス「みんなの両替機」を展開していた。

### 外貨両替機
外貨を両替する機械としては外貨両替機（がいかりょうがえき）がある。自国通貨を外貨に両替する機械は「（外貨）自動販売機」と、逆に外貨を自国通貨に両替する機械は「（外貨）自動買取機」とそれぞれ呼ばれる。日本の場合、外貨自動販売機は国際空港の両替所、銀行の外国為替取扱支店などに設置されている。外貨自動買取機は設置数が少ないが、成田市内の一部ホテルや、在日米軍関係者の多い地域の銀行やショッピングセンター、鉄道、近年ではコンビニエンスストアなどでも見受けられる。
1円硬貨・5円硬貨を10円硬貨に両替する逆両替機も存在する。消費税導入当初、1円・5円硬貨不足を解消するために設置されていた。なお、最新の機種でもオプションとして逆両替機能を有するものがある。

## 主な設置場所

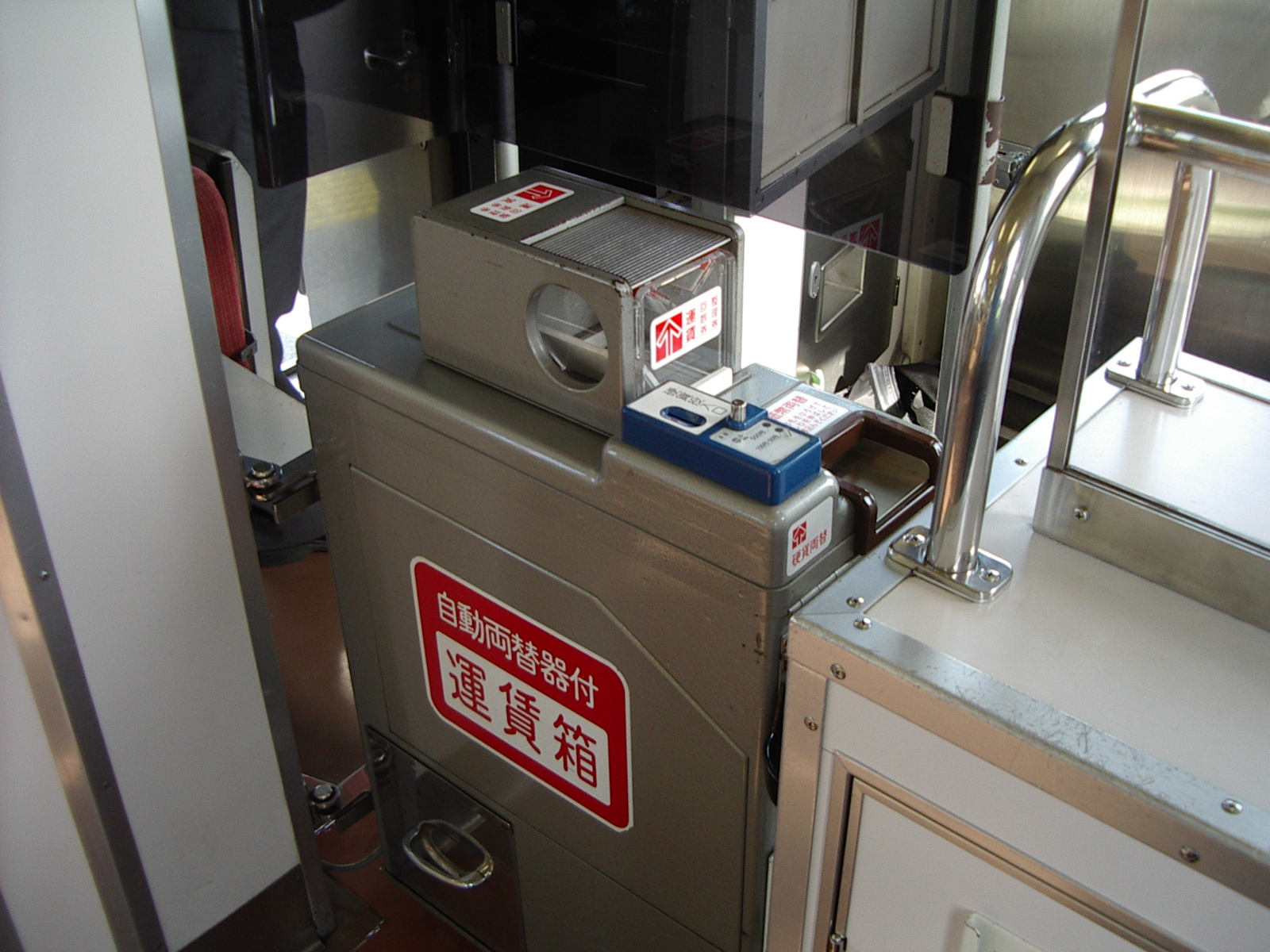
両替機を内蔵した運賃箱

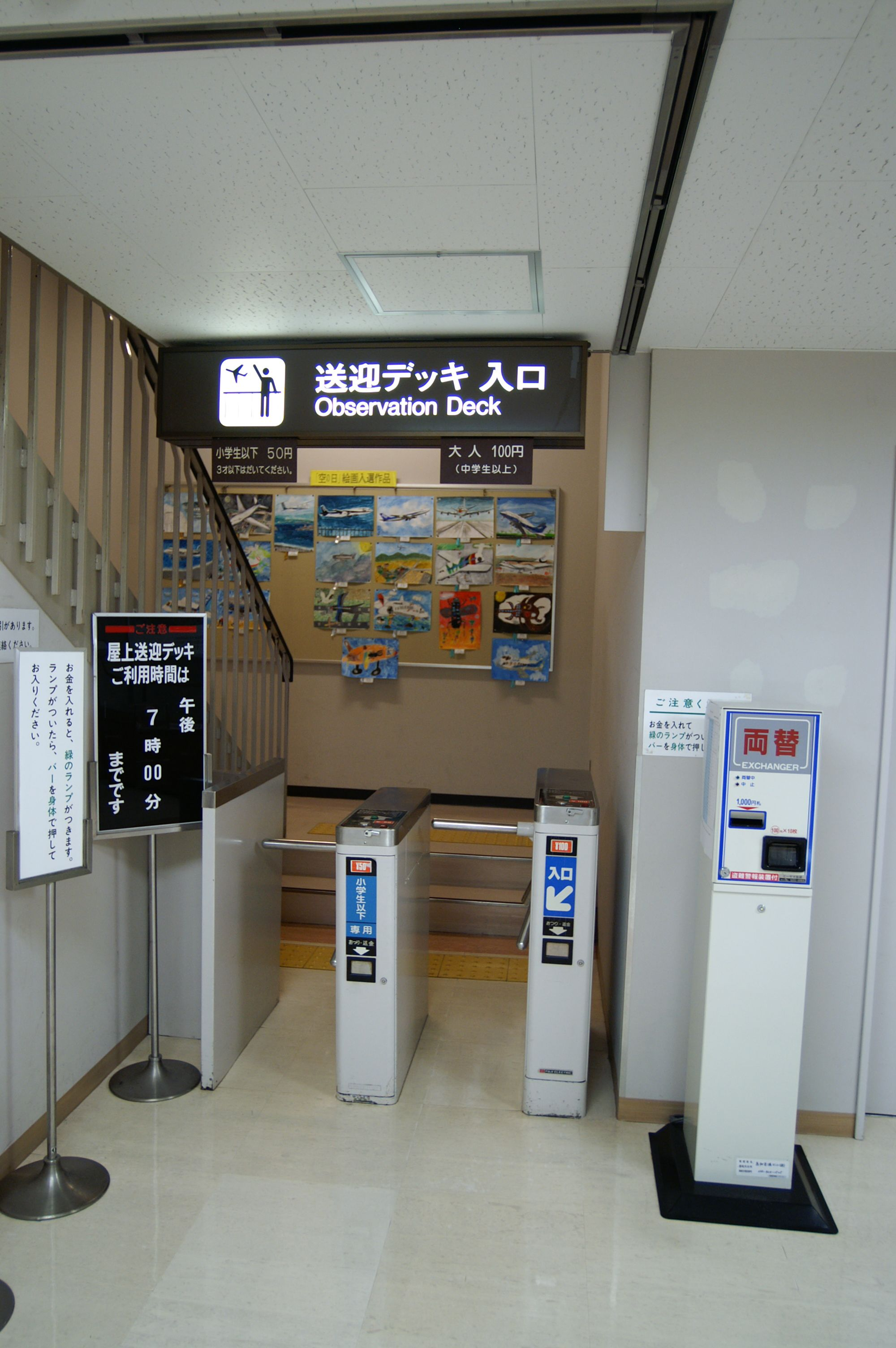
高知空港の送迎デッキ入口に設置されている両替機（右側）

銀行
主に有人店舗のATMコーナーに設置されている。稼働時間はおおむね平日9-15時（窓口営業時間とほぼ同じ）。日本の銀行では、長らく両替は利用者サービスとして手数料無料で行っていたが、「両替用の貨幣を管理するためのコストを、利用者から徴収する」という名目で、両替機の利用にあたって手数料を徴収するようになった。そのため、銀行向け両替機には、手数料を徴収する機構が追加されたものもある。
利用する銀行（自行）のキャッシュカードや両替機専用カードを必要とする両替機もある（自行のキャッシュカードを挿入することで、1日1回だけ手数料が無料になるサービスもある）。また、現在は現金の回収と輸送を行う警備会社などが、同時に両替硬貨搬送サービスを実施していることや直接硬貨の入出金が可能であったりするなどATMも高性能化してきていることから、両替需要が減り、両替機を撤去する例も見られる。
鉄道・バス
ワンマン運転を行う列車やバスの運賃箱には両替機が内蔵されている機種がある。多くの場合、運賃箱にはおつりのいらないよう投入する必要があるため、ちょうどの運賃を持ち合わせていない場合は両替を要する。交通機関向けの両替機の両替パターンは10円単位の運賃に合わせて一度の両替で済むよう最初から金種を多くする形で両替する機種が多い（例：500円の両替パターンを100円×4、50円×1、10円×5に設定）。これは500円硬貨を10円硬貨にまで崩す場合などに何度も両替機に投入するのは煩雑だからである。ただし、定額運賃としている運行系統の交通機関などでは同一金種への両替機としていることが多い（例：500円の両替パターンを100円×5に設定）。なお、運賃の支払いで紙幣を使用する場合、会社によっては運賃箱に投入せず両替の紙幣投入口にそのまま受け入れ可能なところもある。
コインランドリー
洗剤の自動販売機と一体となっているものもある。コインランドリー機器は、硬貨しか使えないものがほとんどで、根強い需要がある。しかし、無人の環境下で盗難にあうリスクが高いため、頑丈にロックされているほか、警報器を内蔵したり、防犯カメラを設置する場合がある。また、コインランドリー利用者以外(釣銭を必要とするタクシーや運転代行など)の両替については、｢営業妨害行為｣として、警察に通報するコインランドリーもある。なお、コインランドリーやコインロッカー及びコインランドリー併設の一部宿泊施設では両替機の代わりに飲料の自動販売機が設置されていることもある。宿泊施設内に併設されているコインランドリーを利用する場合は、予め小銭を用意した方が良いであろう。
ゲームセンター
日本のアーケードゲーム機は硬貨専用であり、機構単純化のため釣り銭を払い出す機械はほとんどない。このため、硬貨の持ち合わせがない客は紙幣を硬貨に両替する必要がある（両替パターンとしてはほとんどが1000円紙幣を100円硬貨10枚にしか両替できず、500円硬貨にまで両替できる機構は少ない）。
したがって、ゲームセンターにはたいてい両替機が設置されており、5千円紙幣・1万円紙幣に対応しているものも多いが、大量の硬貨を要することや、両替の手数料を要しないため、大抵の店舗で「ゲームをプレイしない方の両替は断る」旨を告知している。なお、メダルゲームで使用するメダルを有償で払い出す機械は、両替機ではなく「貸出機」と称されるが、構造は両替機のものを流用している。
温浴施設
近年ではコインロッカーを採用してる施設も多く紙幣からの硬貨両替対応として脱衣所や玄関に置いてある事も多い。

## 構造

### 銀行向け両替機
紙幣を受け入れ、紙幣、バラ硬貨、包装硬貨に両替する。初期の機種は1枚ずつ挿入しなければならなかったが、近年では一度に20枚まで受け入れられる機種が一般的である。

### 両替機付き運賃箱
1000円紙幣や硬貨を受け入れ、硬貨に両替する。10円刻みの運賃に対応しやすいよう、払い出し硬貨のうち100円分が、50円1枚と10円5枚にして払いだすことができる機種もある。

### コインロッカー、ゲームセンター向け両替機
高速払い出しができる機構を備えたものが多い。一方で、自動販売機の釣り銭払い出し機を流用し、安価な構造とした両替機もある。さらに、公衆浴場やプールなど、有料やリターン式のコインロッカーを備える施設では、入場券自動券売機に、両替機能を持たせているものがある。

## 主なメーカー
- グローリー
- ローレルバンクマシン
- 日立チャネルソリューションズ（元はオムロンの金融機器事業）

※銀行等金融機関向けの自動両替機を製造販売しているのは、上記3社である。
- 芝商事
- Fujitaka
- 旭精工
- BOSTEC（ボステック）
- 三木商事
- 協南精機